# Кампхаузен, Вильгельм
Вильгельм Кампхаузен (нем. Wilhelm Camphausen, 1818—1885) — немецкий живописец-баталист.

## Биография
Вильгельм Кампхаузен родился 8 февраля 1818 года в городе Дюссельдорфе.

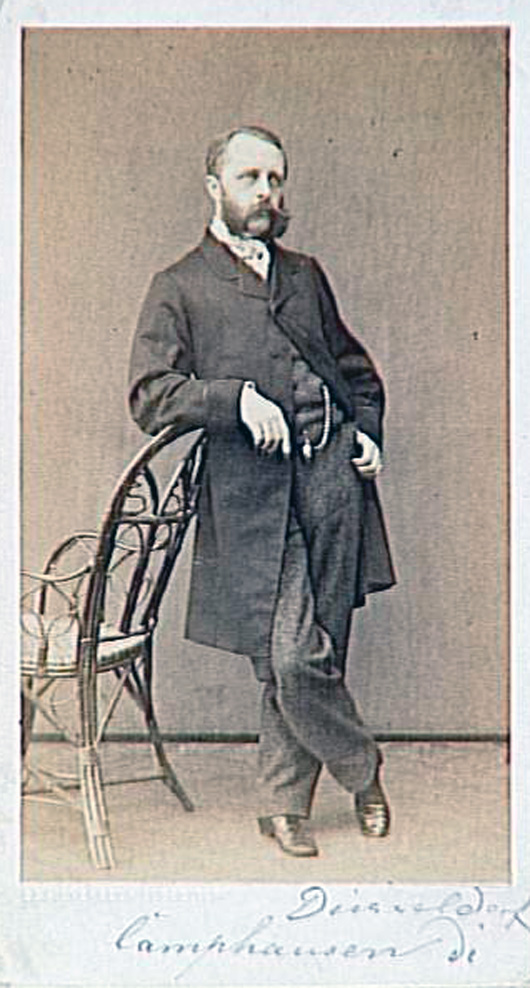
Вильгельм Кампхаузен

После подготовки у Альфреда Ретеля (нем. Alfred Rethel) поступил в Дюссельдорфскую академию художеств, где работал под руководством Карла Фердинанда Зона и Фридриха Вильгельма фон Шадова.
Первые его произведения, привлекшие общее внимание, были: «Тилли при Брейтенфельде» (1841), «Принц Евгений Савойский под Белградом» (1843) и некоторые другие. Ещё больший успех пришёл к Кампхаузену после 1850 года, когда он представил публике картины на темы из истории Фридриха Великого и сценами войны с Наполеоном I после изгнания его из России во время Отечественной войны 1812 года. Произведения эти, отличающиеся при умеренном реализме прекрасным рисунком и умелой композицией, доставили ему в 1859 году звание профессора и члена Берлинской академии художеств и Академии изобразительных искусств города Вены.
После участия в шлезвиг-голштинской кампании, он изобразил несколько ключевых эпизодов из неё («Дюппель после штурма», «Переход в Альсен» и др.). Им написано также несколько эпизодов из прусско-австрийской войны, в частности, «Взятие австрийского знамени при Находе».
Картины, воспроизводящие сцены из франко-германской войны («Наполеон при Седане», «Встреча князя Бисмарка с Наполеоном» и прочие), согласно ЭСБЕ: «значительно уступают его прежним работам». Последними серьёзными произведениями трудолюбивого художника были: большая картина, изображающая торжественное возвращение императора Вильгельма в Берлин после победы над Францией, и стенная живопись в берлинской «Ruhmeshalle».
Помимо ряда прекрасных работ в области батальной живописи, кисти художника принадлежат также ряд замечательных портретов (в частности, конный портрет Фридриха II выставленный в Художественном музее Дюссельдорфа) и иллюстраций к некоторым изданиям дюссельдорфского общества «Malkasten».
Вильгельм Кампхаузен скончался 18 июня 1885 года в родном городе.

## Галерея

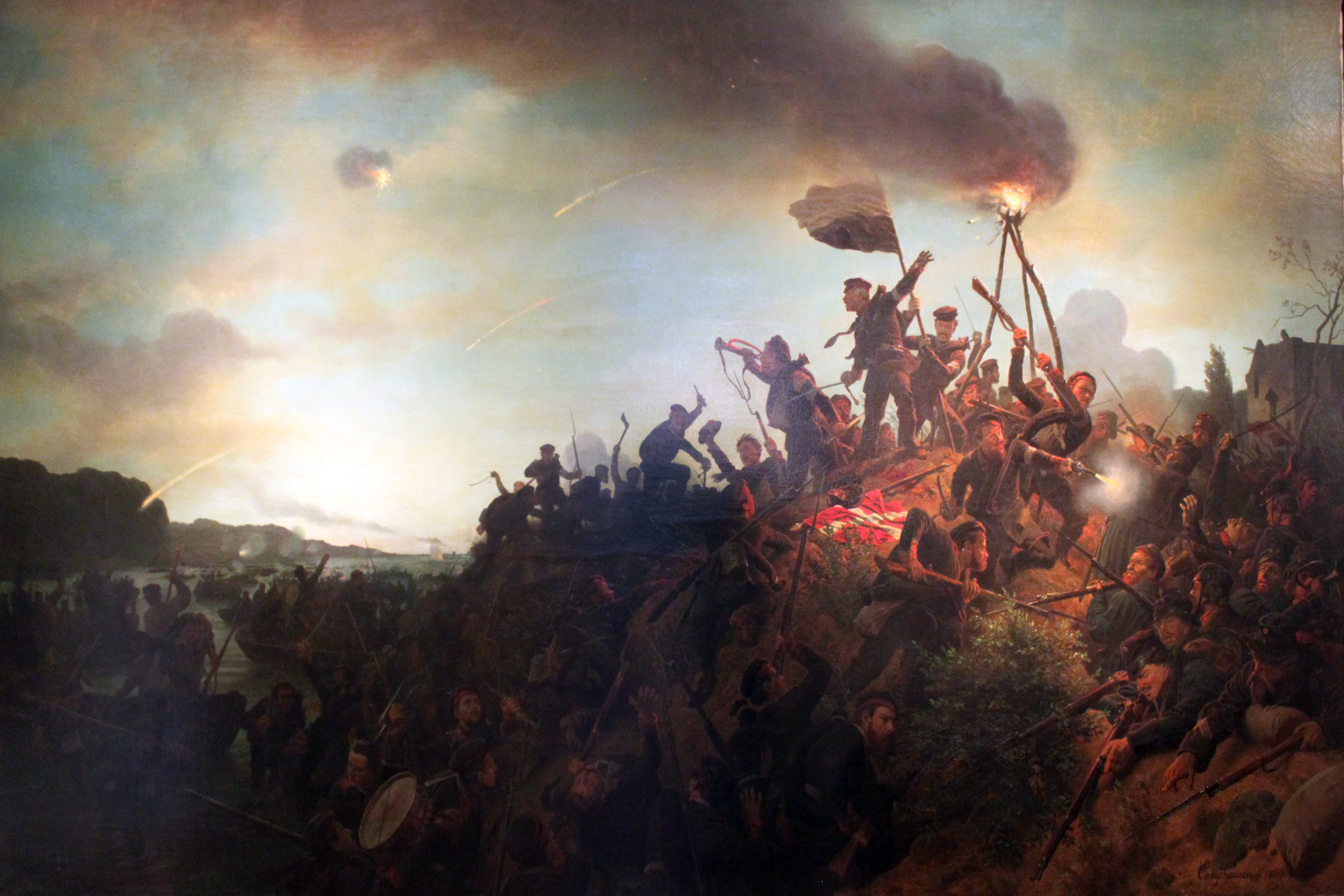
Прусские войска штурмуют датский остров Альсен. Немецкий исторический музей, Берлин.
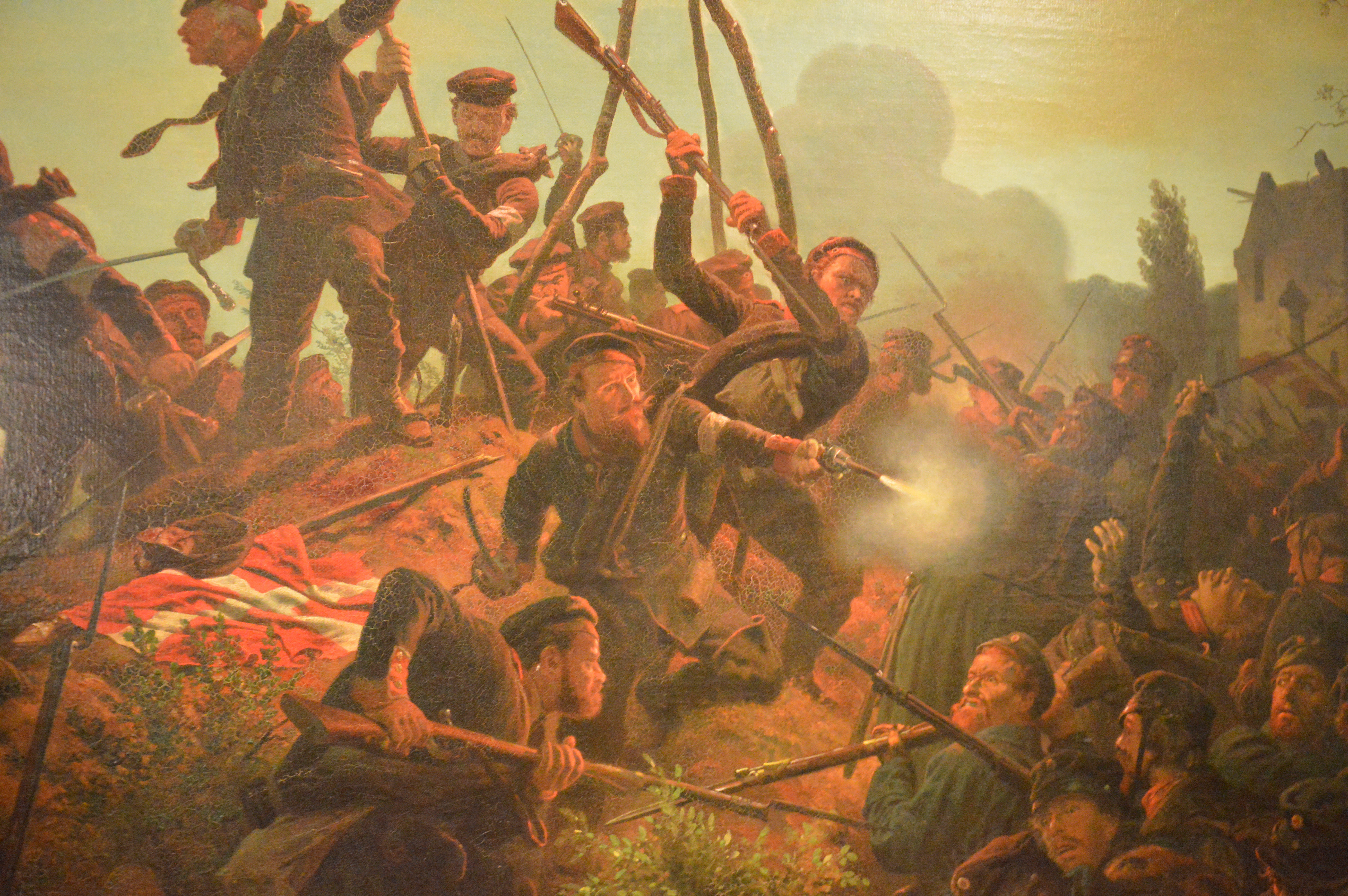
Та же картина. Фрагмент.
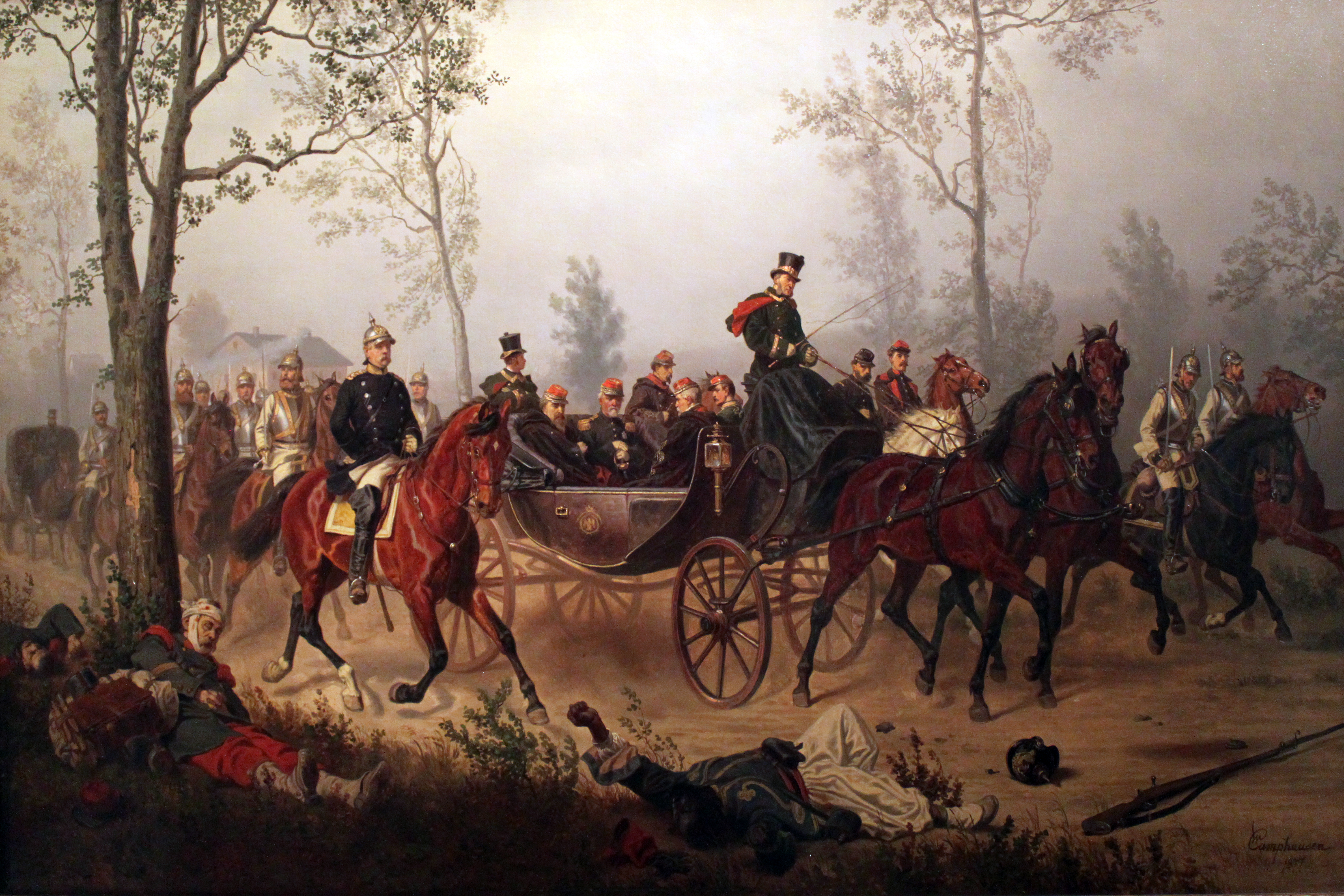
Канцлер Бисмарк сопровождает Наполеона Третьего после поражения французов под Седаном. Немецкий исторический музей, Берлин.
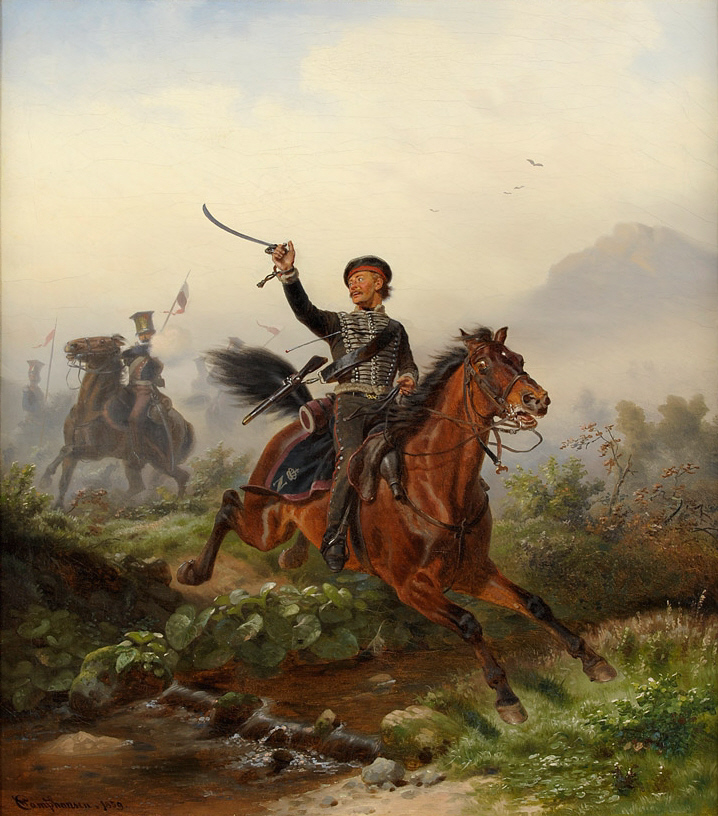
Фельдмаршал Блюхер в юности (гусарский офицер). Дюссельдорфский аукционный дом.
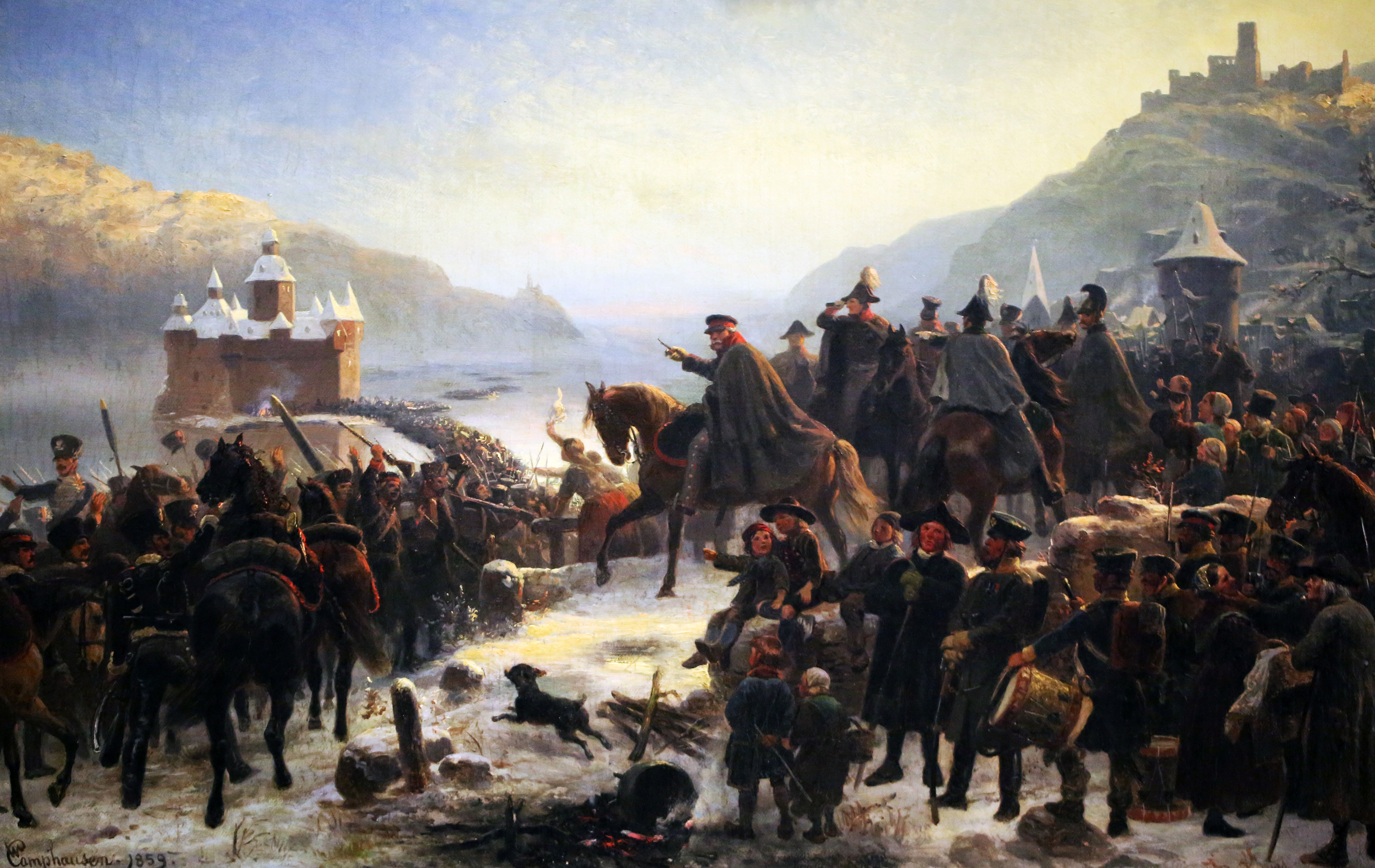
Армия фельдмаршала Блюхера в 1814 году переходит на французский берег Рейна у крепости Пфальцграфенштайн. Музей Среднего Рейна, Кобленц.
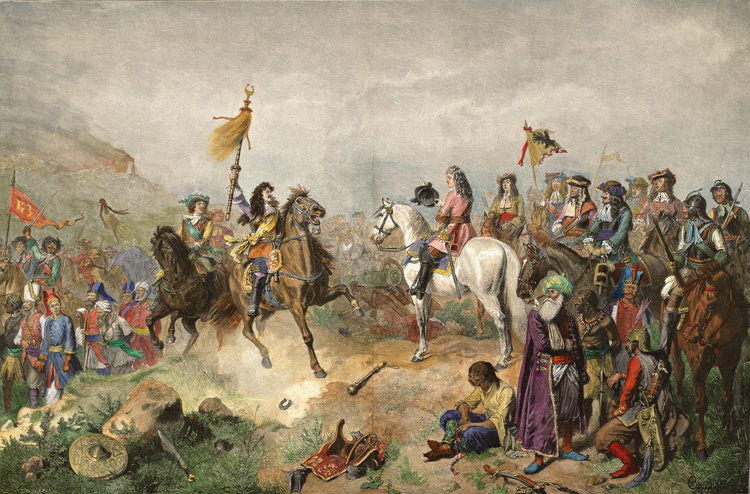
Победа австрийцев над турками при Мохаче в 1687 году.
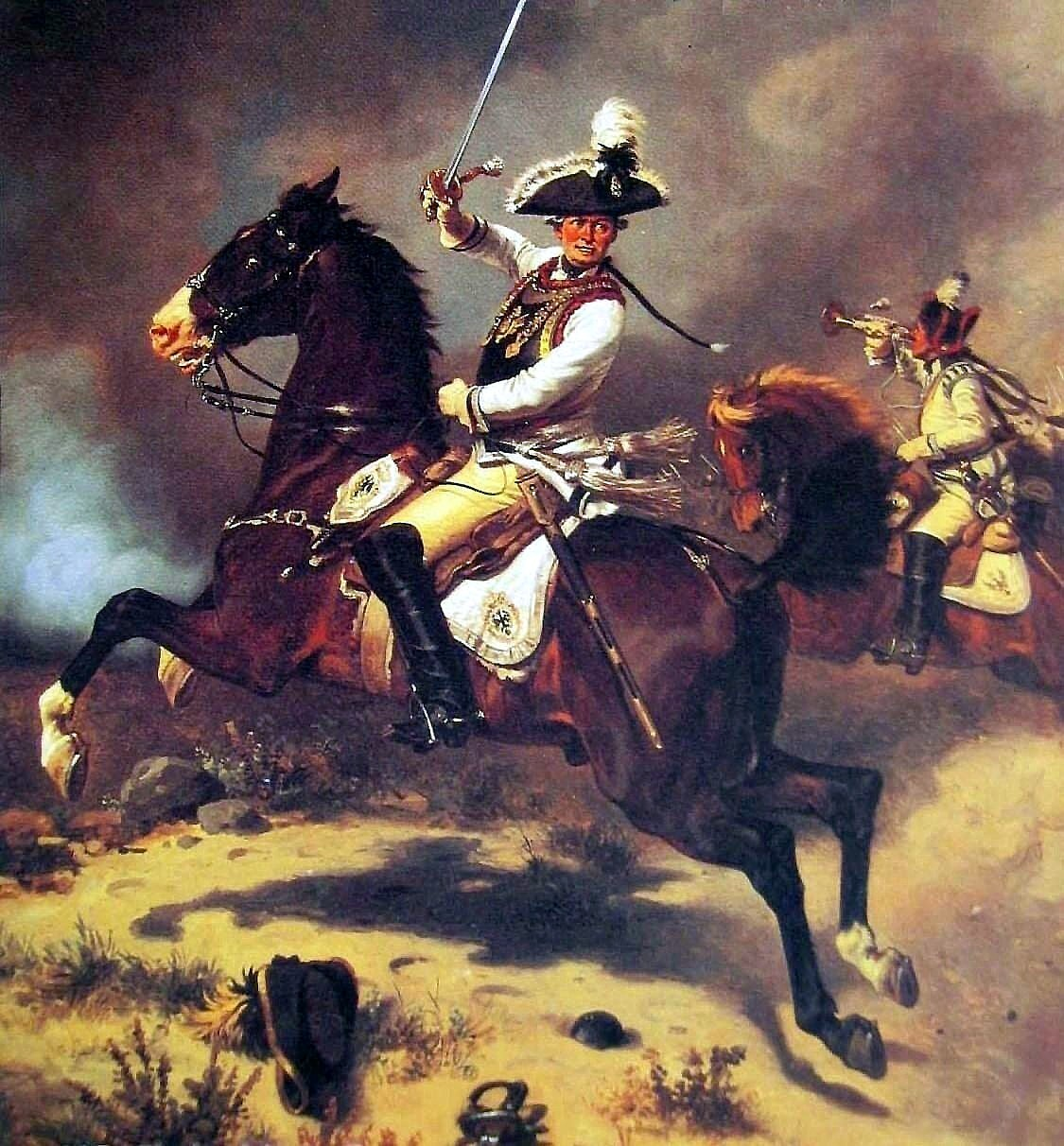
Генерал Зейдлиц в сражении при Цорндорфе.